# 吴令光
吴令光（？—744年？）是唐朝中期的海盗首领。
唐天宝二年十二月·壬午（744年1月6日），浙东海盗首领吴令光率众攻打永嘉郡（今浙江省温州市）。天宝三载二月十三·丁丑（744年3月1日），吴令光率众劫掠台州、明州，官兵败逃。唐玄宗下诏，命河南尹裴敦复、晋陵太守刘同升与南海太守刘巨麟三路官兵，联合攻剿吴令光部。四月（744年5月17日—6月14日），裴敦复部打败吴令光部，俘获吴令光，平定永嘉郡。